# Wisteria frutescens
Wisteria frutescens är en ärtväxtart som först beskrevs av Carl von Linné, och fick sitt nu gällande namn av Jean Louis Marie Poiret. Wisteria frutescens ingår i släktet blåregnssläktet, och familjen ärtväxter. Inga underarter finns listade i Catalogue of Life.

## Bildgalleri

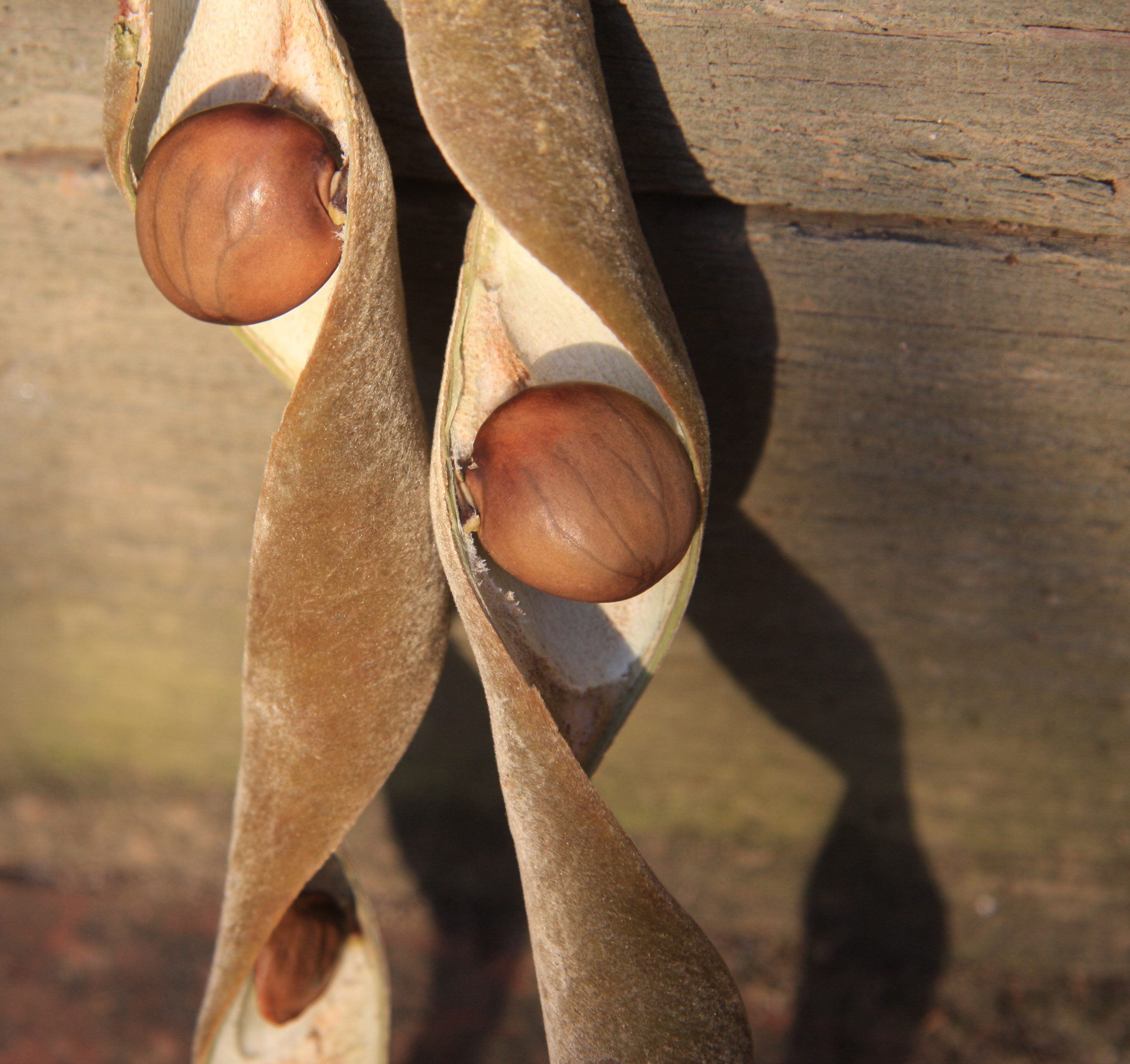
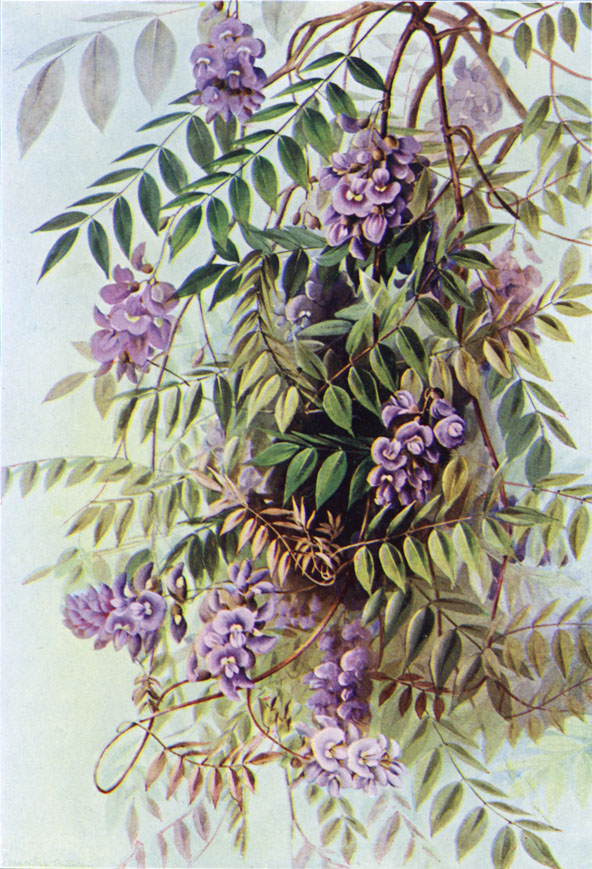